# 埃里克·伯利森
埃里克·韦恩·伯利森（英語：Eric Wayne Burlison，1976年10月2日—）是一位美国政治人物，現為密苏里州第七国会选区聯邦眾議員，2022年当选国会议员。

## 外部連結
- Congressman Eric Burlison （页面存档备份，存于） official U.S. House website
- Eric Burlison for Congress （页面存档备份，存于）
- 美國國會國家人物傳記大辭典中的傳記
- 由華盛頓郵報維護的投票記錄
- 智慧投票计划中的傳記、投票紀錄及利益集團評級
- 聯邦選舉委員會中的競選財務報告和數據
- C-SPAN內的頁面（英文）